# La Mère des mondes
La Mère des mondes est un recueil de nouvelles de science-fiction d'Isaac Asimov composé à partir du recueil original anglais Période d'essai publié en 1972. Ce recueil a été découpé en France en quatre parties : La Mère des mondes en est la quatrième et a été publiée pour la première fois en 1975.

## Contenu
- Cul-de-sac ((en) Blind Alley, 1945)
- Aucun Rapport ((en) No Connection, 1945)
- Les Propriétés endochroniques de la thiotimoline resublimée ((en) The Endochronic Properties of Resublimated Thiotimoline, 1948)
- La Course de la reine rouge ((en) The Red Queen's Race, 1949)
- La Mère des mondes ((en) Mother Earth, 1949)

## Éditions françaises
- Denoël, coll. « Présence du futur », no 199, 2e trimestre 1975, traduction Ronald Blunden.
- Denoël, coll. « Présence du futur », no 199, juillet 1986, traduction de Ronald Blunden, couverture de George Raimondo  (ISBN 2-207-30199-0).
- Denoël, coll. « Présence du futur », no 199, mars 1993, traduction de Ronald Blunden, couverture de Hubert de Lartigue  (ISBN 2-207-30199-0).